# NGC 4082
NGC 4082 ist eine linsenförmige Galaxie vom Hubble-Typ S0 im Sternbild Jungfrau. Sie ist schätzungsweise 309 Millionen Lichtjahre von der Milchstraße entfernt.
Das Objekt wurde am 25. März 1865 von Albert Marth entdeckt.